# Victor Vitensis
Victor Vitensis (nebo Viktor z Vity) se narodil okolo 430 a byl biskupem v římské provincii Byzacena (Označované Vitensis - dnešní Tunis). Jeho význam spočívá v sepsání díla Historia persecutionis Africanae Provinciae, temporibus Genserici et Hunirici regum Wandalorum (Historie pronásledování provincie Africké v době Geisericha a Hunericha, králů Vandalů.) Jedná se soudobé vyprávění o krutostech prováděných ariánskými Vandaly na ortodoxních křesťanech v Severní Africe. 
Práce byla dříve rozdělena do pěti knih, nyní je obvykle uspořádána do tří. První, zabývající se vládou Geisericha (427–477), vychází z ostatních, druhá a třetí, zahrnující panování Hunericha, jsou výhradně soudobým popisem událostí, jichž byl autor očitým svědek. Někdy přeháněl, ale zřídkakdy zaznamenával to, co se nestalo. 
Viktor z Vity osvětluje mnoho okolností sociálních a náboženských podmínek Kartága a africké liturgie tohoto období. Jeho historie obsahuje mnoho dokumentů, které nejsou jinak dostupné – např. Vyznání víry sestavené pro ortodoxní biskupy Eugeniem z Kartága a prezentované Hunerichovi na konferenci v r. 484 katolických a ariánských biskupů. Dva dokumenty: Passio beatissimorum martyrum qui apud Carthaginem passi sunt sub impio rege Hunerico (die VI. Non. Juliin 484) a Notitia Provinciarum et Civitatum Africae (Seznam provincií a měst Afriky), dříve připojované ke všem rukopisům a nyní obsažených v tištěných vydáních, dílem Viktora z Vity pravděpodobně nejsou. U prvního dokumentu se může jednat o práci jednoho z jeho současníků. druhý dokument je představován seznamem katolických biskupů, kteří byli svoláni na konferenci v r. 484 a seznam jejich diecézí v latinských provinciích v Severní Africe, uspořádaných v tomto pořadí: Africa Proconsularis, Numidia, Byzacena, Mauretania Caesariensis, Mauretánie Sitifensis, Tripolitana, Sardinie.

## Edice
- Rané práce Viktora z Vity  se nacházejí v Migne, Patrologia Latina, LVIII.[1]
- Karl Felix Halm (Berlín, 1879) v Mon. Germ. Hist.: Auct. Antiq., III, 1; a Petchenig (Vídeň, 1881); Corpus Script. Eccles. Lat., VII; Ferrere, De Victoris Vitensis libro qui inscribitur historia persecutionis Africanae Provinciae (Paříž, 1898).

## Překlady
- Victor Vita. 'History of the Vandal Persecution. Překládal John Moorhead, (Předklady textů pro historiky; 10). Liverpool, 1992.
- Historie pronásledování provincie Africké / od svatého Viktora, biskupa Utického. Stará Říše: Antonín Ludvík Stříž, 1918. 135 s.

## Studie
- A. H. Merrills, "totum subuertere uoluerunt: ‘social martyrdom’ in the Historia persecutionis of Victor of Vita", in Christopher Kelly, Richard Flower, Michael Stuart Williams (еds), Unclassical Traditions. Vol. II: Perspectives from East and West in Late Antiquity (Cambridge, Cambridge University Press, 2011) (Cambridge Classical Journal; Supplemental Volume 35), 102-115.